# The Bay – Nach Angst kommt Panik
 The Bay – Nach Angst kommt Panik  ist ein US-amerikanischer Horrorfilm aus dem Jahr 2012, der komplett aus Szenen im Stile von Found Footage besteht. Regie führte Barry Levinson. Der Film feierte seine Premiere am 2. November 2012 auf dem 37. Toronto International Film Festival.

## Handlung
Die Hafenstadt Claridge lebt vom Tourismus und der Nähe zum Meer. Eines Tages werden Millionen Fische an die Küste gespült. Menschen, die mit dem Wasser in Berührung kommen, weisen Verhaltensänderungen auf, und Vögel fallen zu Tausenden vom Himmel.
Am 4. Juli 2009 ereignete sich in der Stadt eine Katastrophe, die offenbar vertuscht werden sollte. Nur einige wenige Videoaufnahmen zeigen, was tatsächlich an dem Tag geschehen ist. Eine Bewohnerin veröffentlichte einige Zeit später das von ihr gesammelte Videomaterial zu diesem Vorfall. Es stellt sich heraus, dass die Chesapeake Bay mit einem Parasiten – Cymothoa exigua – verseucht wurde, der sich schnell im ganzen Land ausbreitete. Der Grund der schnellen Verbreitung der Krankheit war das mit Parasiten verseuchte Trinkwasser.

## Stil
Der Film wird aus mehreren Perspektiven gefilmt:
Erstens aus der Sicht der Forscher, die den Grund der Umweltverschmutzung untersuchen wollen und dadurch Indizien für die Kontaminierung finden. Zweitens aus der Sicht eines Paares, das auf der Insel seine Familie besuchen will. Dort bemerken sie, wie die Menschen sterben oder bereits tot auf den Straßen liegen. Bevor ein Rettungswagen kommt, stirbt der Mann vor den Augen seiner Frau und seines Kindes. Drittens aus der Sicht eines Arztes, der den Kranken zu Hilfe kommt, sich aber dann selbst infiziert und stirbt. Und schließlich aus der Sicht einer Journalistin, die in der Stadt eine Reportage über den Unabhängigkeitstag machen sollte, welche jedoch auf Intervention des FBI nicht im Internet verbreitet werden darf.

## Kritik
Das Lexikon des internationalen Films bewertet den Film als einen „überzeugende[n] ‚Found Footage‘-Horrorfilm“, dem es gelinge, „eine vernünftige Rahmenhandlung in eine[n] fesselnden Öko-Thriller“ zu verwandeln.